# Linguasphere Observatory

L'Osservatorio Linguasphere (in inglese: Linguasphere Observatory, in francese: Observatoire Linguistique) è un'organizzazione dedita allo studio e classificazione delle lingue del mondo. 
È stato fondato nel 1983 a Québec dal linguista britannico David Dalby e in seguito registrato in Normandia come ente non-profit, con la presidenza onoraria di Léopold Sédar Senghor, poeta e primo presidente del Senegal. 
L'osservatorio Linguasphere classifica le lingue con un codice alfanumerico che inizia con un numero decrescente che parte da 9 (le lingue parlate da circa un miliardo di persone) e arriva a 0 (le lingue morte o estinte).